# Echinopsis bonnieae
Echinopsis bonnieae là một loài thực vật có hoa trong họ Cactaceae. Loài này được (Halda, Hogan & Janeba) Halda & Malina mô tả khoa học đầu tiên năm 2002.